# وايز (شركة)
وايز (ترانسفير وايز سابقًا) هي شركة تكنولوجيا مالية مقرها لندن أسسها رجلا الأعمال الإستونيان كريستو كارمان وتافيت هينريكوس في يناير 2011.  

## تاريخ

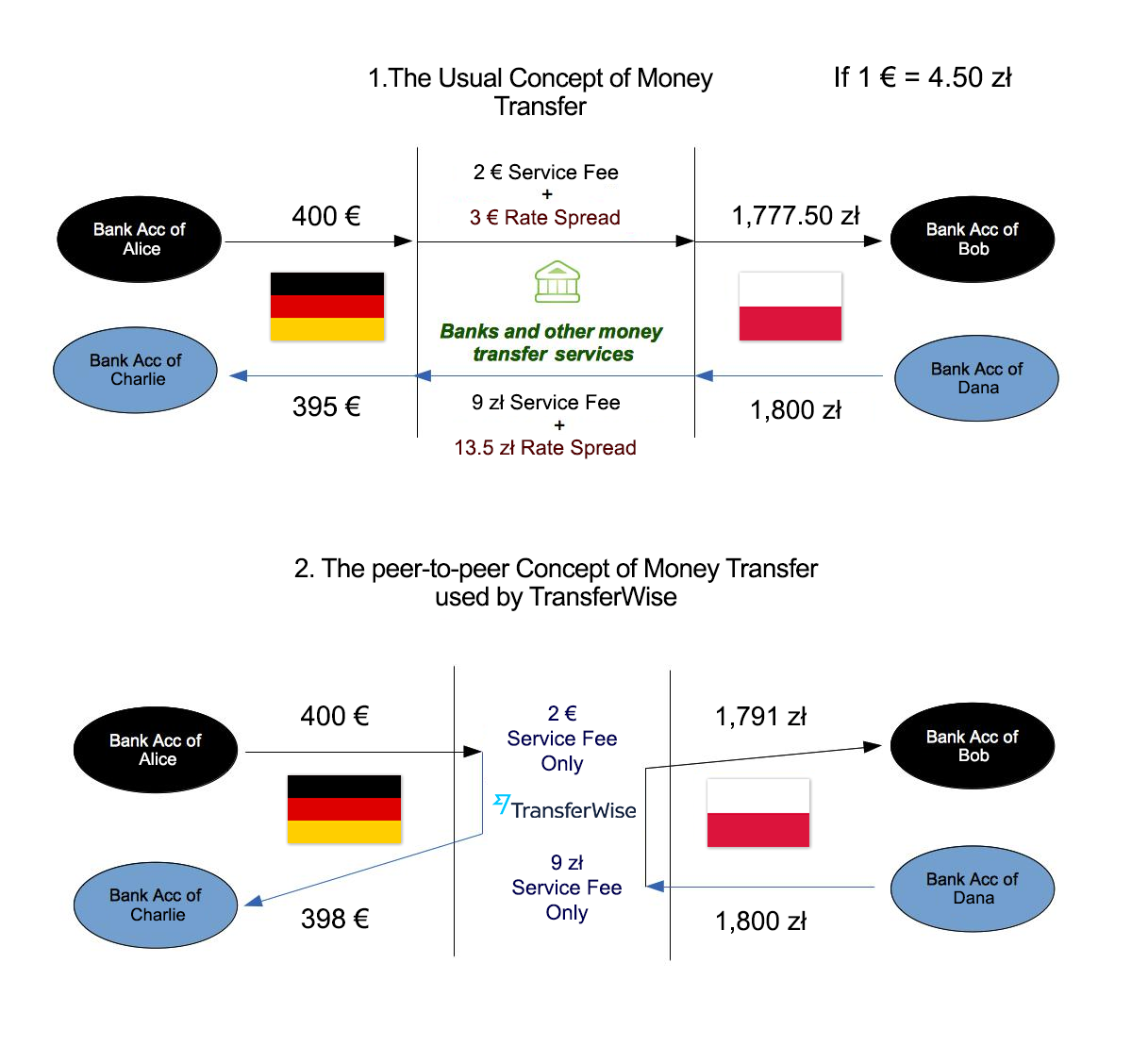
تحويل الأموال المنتظم مقابل تحويل الأموال من نظير إلى نظير (مستخدم بواسطة وايز)

تم تأسيس وايز بواسطة ديفيد هينريكوس، أول موظف في سكايب،  والمستشار المالي كريستو كارمان. تم مقارنة نظامها بنظام الحوالة لتحويل الأموال.   
في السنة الأولى من عملها، بلغت المعاملات من خلال وايز 10 ملايين يورو. في عام 2012، تم اختيار وايز كواحدة من «أهم 20 شركة ناشئة في مجال التكنولوجيا في شرق لندن» من قبل الغارديان ، و Start Up of the Week من وايرد يو كي ، وهي واحدة من خمس «شركات ناشئة يجب مشاهدتها» في يوم العرض التجريبي في الولايات المتحدة لعام 2012 من قبل تك كرانش في Seedcamp (هو صندوق رأسمالي استثماري في مرحلة البذور)، ووصلت إلى قائمة Startups.co.uk (موقع ويب للمشورة التجارية في المملكة المتحدة) لأفضل 100 شركة ناشئة في المملكة المتحدة لعام 2012.   
في أبريل 2013، توقف وايز عن السماح للمستخدمين بشراء بيتكوين، مستشهدين بالضغط من مزودي الخدمات المصرفية.   كشف موقع المقارنة المستقل مونيتو أن وايز كان في المتوسط أرخص بنسبة 83٪ من البنوك الأربعة الكبرى في المملكة المتحدة على «مسارات» العملات الرئيسية، ولكن يمكن أن يكون أرخص بنسبة تصل إلى 90٪ في بعض الحالات المحددة.
في مايو 2015، تم تصنيف وايز في المرتبة رقم 8 على قائمة سي إن بي سي لعام 2015،  وفي أغسطس 2015، تم تسمية الشركة بالرائد التكنولوجي للمنتدى الاقتصادي العالمي.
في 8 أبريل 2017، زعمت مذكرة داخلية من بنك سانتاندير البريطاني أن البنك سيخسر 84 ٪ من إيراداته من أعمال تحويل الأموال إذا كانت رسومه هي نفس رسوم وايز. أيضًا في أبريل 2017، أعلنت الشركة عن افتتاح مركز APAC في سنغافورة. في عام 2019، أعلنت الشركة عن افتتاح مكتب لها في بروكسل. في مايو 2017، أعلنت الشركة أن عملائها يرسلون أكثر من مليار جنيه إسترليني شهريًا باستخدام الخدمة،  وأن الشركة أصبحت مربحة بعد ست سنوات من تأسيسها.
في 21 يناير 2021، ذكرت شبكة سكاي نيوز أن وايز قد عين جولدمان ساكس ومورجان ستانلي كمنسقين عالميين مشتركين للاكتتاب العام الأولي المخطط له. في 22 فبراير 2021، غيرت الشركة علامتها التجارية من ترانسفر وايز إلى وايز.   كجزء من إعادة التسمية هذه، أطلقت الشركة أيضًا مجالًا جديدًا لموقع الويب.  أعادت الشركة تغيير علامتها التجارية لتعكس عرض منتجاتها الموسع بما يتجاوز تحويل الأموال الدولي.
في 2 يوليو 2021، أُعلن في نشرة نشرتها الشركة أن المؤسس المشارك ديفيد هينريكوس سيتنحى عن منصبه كرئيس في غضون عام. كما أُعلن أن ديفيد ويلز سيحل محله في هذا المنصب.
في 7 يوليو 2021، تم طرح وايز للاكتتاب العام من خلال إدراج مباشر في بورصة لندن للأوراق المالية وبلغت قيمتها 11 مليار دولار.

## التمويل
تلقى وايز تمويلًا أوليًا بقيمة 1.3 مليون دولار من كونسورتيوم يضم شركات المشاريع IA Ventures و Index Ventures و IJNR Ventures و NYPPE بالإضافة إلى مستثمرين فرديين مثل المؤسس المشارك لـ باي بال ماكس ايفيشن، والرئيس التنفيذي السابق لشركة Betfair ديفيد يو، و Wonga.com . مؤسس Errol Damelin. تلقى وايز أيضًا استثمارات بعد أن تم اختياره كأحد الفائزين في Seedcamp 2011.
في مايو 2013، أُعلن أن وايز قد ضمنت جولة استثمارية بقيمة 6 ملايين دولار بقيادة Peter Thiel 's Valar Ventures. جمع وايز 25 مليون دولار أخرى في يونيو 2014، مضيفًا ريتشارد برانسون كمستثمر.
في يناير 2015، أُعلن أن وايز قد جمع 58 مليون دولار من جولة السلسلة C ، بقيادة المستثمرين Andreessen Horowitz. في مايو 2016، حصل وايز على تمويل بقيمة 26 مليون دولار. ورفع هذا تقييم الشركة إلى 1.1 مليار دولار. اعتبارًا من مايو 2016، جمعت وايز ما مجموعه 117 مليون دولار في التمويل.
في نوفمبر 2017، جمعت الشركة 280 مليون دولار من السلسلة E بقيادة شركة Old Mutual Global Investors و IVP ، بالإضافة إلى Sapphire Ventures و Japanese Mitsui & Co و World Innovation Lab.
في مايو 2019، حصلت الشركة على جولة استثمار ثانوية بقيمة 292 مليون دولار ووصلت إلى التقييم الإجمالي البالغ 3.5 مليار دولار، أي أكثر من ضعف التقييم الذي حققته وايز في أواخر عام 2017 في وقت الجولة 280 مليون دولار من السلسلة E.
في يوليو 2020، كشفت الشركة عن جولة استثمار ثانوية بقيمة 319 مليون دولار ووصلت إلى التقييم الإجمالي البالغ 5 مليارات دولار، بقيادة المستثمر الجديد D1 كابيتال بارتنرز والمساهم الحالي لون باين كابيتال. انضمت شركة Vulcan Capital أيضًا إلى مجلس الإدارة كمستثمر جديد، مع إضافة Baillie Gifford و Fidelity Investments و LocalGlobe إلى ممتلكاتهم الحالية.

## نقد
في مايو 2016، وصفت هيئة معايير الإعلان ادعاء وايز «أنه يوفر ما يصل إلى 90٪ من البنوك» بأنه مضلل.
في يونيو 2020، بعد أن أثار الخبراء مخاوف تتعلق بالأخلاقيات والخصوصية حول جوازات سفر الحصانة الرقمية لـ COVID-19 التي ساعدت وايز في تطويرها، اعترفت الشركة بأن جوازات السفر الحصانة ليست «حلاً مثاليًا» وقال الشريك المؤسس Hinrikus إنه لن يتم إطلاقها علنًا حتى هناك كان إجماعًا علميًا على مناعة COVID-19.

## روابط خارجية
- الموقع الرسمي